# Subaru Forester
El Subaru Forester es un automóvil todoterreno del segmento C producido por el fabricante japonés Subaru desde el año 1997 y durante 4 generaciones hasta la actualidad. Es un todocamino de cinco plazas con motor delantero longitudinal de cilindros opuestos (boxer) y tracción total permanente con el sistema Symetrical AWD característico de la marca. Su chasis monocasco es similar al de distintas generaciones del Subaru Impreza. Algunos de sus rivales son el Honda CR-V, el Nissan X-Trail, el Mitsubishi Outlander, Ford Bronco Sport y el Toyota RAV4 y crossovers como el Hyundai Tucson y el Kia Sportage.
Todos los motores del Forester fueron de gasolina 4 cilindros (H4) de 2.0L y 2.5L con versiones atmosféricas y sobrealimentadas de ambos, hasta el 2008 cuando se introdujo un motor turbodiésel boxer H4.

## 1ª Generación (SF) 1997-2002
Motores: 2.0 EJ20 con turbo y a la vez atmosférico 125cv, con cambio manual de 5 marchas y doble rango de velocidades (2x5) también con caja automática de 4 marchas. 2.0 Turbo EJ20 170cv, con cambio manual de 5 marchas, también caja automática de 4 marchas. 2.5 EJ25 atmosférico, con cambio manual de 5 marchas y doble rango, también caja automática de 4 marchas

## 2ª Generación (SG) 2002-2008
Motores: Se mantienen los mismos de la generación anterior y se añade 2.5 Turbo EJ25 210cv, con cambio manual de 5 marchas y automático de 4 hasta 2005. Después de 2005 2.0 EJ20 atmosférico 158cv, cambio manual de 5 marchas y doble rango o caja automática de 4 marchas, 2.5 EJ25 atmosférico, cambio manual de 5 marchas y doble rango o automático de 4, 2.5 turbo 230cv, caja manual de 5 marchas o automática de 4.

## 3ª Generación (SH) 2008-2013
Motores: 2.0 150cv atmosférico EJ20 con cambio manual de 5 velocidades y doble rango o automático de 4 hasta 2011, después 2.0 atmosférico FB20 150cv con las mismas transmisiones. 2.0 turbodiesel 147cv EE20, con cambio manual de 6 marchas, 2.5 EJ25 atmosférico, con cambio de 5 velocidades y doble rango o automático de 4. 2.5 turbo EJ25 230cv, con cambio de 5 velocidades o automático de 4. 2.5 turbo EJ25 265cv, con cambio automático de 5 marchas.

## 4ª Generación (SJ) 2013 - 2018
Motores: 2.0 FB20 atmosférico 150cv y FB25 atmosférico ambos con cambio manual de 6 marchas o CVT, 2.0 EE20 turbodiesel 147cv, con cambio manual de 6 velocidades o CVT, 2.0 turbo FA20 240-280cv, con CVT
Sistema de control de tracción X-Mode en los equipados con CVT
Bajo la denominación comercial Symmetrical AWD se encuentran diferentes tipos de sistemas de tracción: diferencial central embrague multidisco (en los AT de 4 velocidades 90:10 de reaparto inicial o CVT 60:40 de reparto inicial) o diferencial central de planetarios viscoso 50:50 de reparto inicial (con cambio manual), sistema VTD con diferencial central de planetarios asociado a embrague multidisco 45:55 de reaparto inicial (en los AT de 5 marchas y algunas versiones del EJ25 turbo con cambio AT de 4 marchas). Algunas versiones turbo SF y SG llevan LSD trasero